# 邪神
邪神（じゃしん）とは人間にとって災いをなす神である。類義語に魔神、悪神などがある。

## 概要
人々に対し天災や疫病あるいは戦乱などのわざわいをもたらす神や精霊（悪霊）をさす。儀式や祭礼などで、これらの存在を駆逐あるいは抑制することによって、わざわいを祓うことを目的とした習俗が世界各地に見られる。
大規模な宗教をもつ社会、とりわけ一神教の世界観をもつ地域では、信仰や神話の上で信仰されている神々に敵対をしている神、もしくは異教（邪教）で祀られる神をさして、このような表現がとられることも多い。このような状況でつくりあげられた邪神たちは、古い習俗や信仰に見られた神たちの「転倒」であるといえる。

## 日本
日本では、神道や仏教および道教・陰陽道などに見られる悪鬼あるいは魔王・悪魔などが歴史的には邪神と目されて来た。鬼神なども、邪神・悪神と類似した文脈で用いられる場合もある。民間信仰では、疱瘡神や疫病神のように疫病を畏怖の対象としてそのまま悪神としてかたちづけられているものも多い。しかし、そのような神も荒ぶる神としてまつる事で、人間側の守護神として信仰される場合もある。

### 日本神話
『古事記』や『日本書紀』などに拠る日本神話においては善悪二元論のような「絶対悪」という役割をもった神は登場しておらず、またそのような概念も存在してこなかった。アマテラスが天岩戸に隠れた際の描写などに「彼の地に螢火の光（かかや）く神、及び蠅聲（さばえな）す邪神多（さわ）に有り」（『日本書紀』）などと邪神ということばが見られたりもするが、これは服従をしないまつろわぬ神々などをおもに指しており、それを専門としている悪魔の様な存在をさしたものではない。「天に悪しき神あり」と書かれる天津甕星や、災いの神の禍津日神も同様であり、これらの神も「絶対悪」の存在であるとは考えられていない。

## 世界
悪魔や堕天使との厳密な線引きは難しく、ウガリット神話における神バアルが前身の異教の神ベルゼブブが悪魔・邪神として教会などからあつかわれた例など、その由来の面は多岐にわたっている。アッカドに伝わる「風の魔王」とされているパズズ等も邪神としてあつかわれることがあるが、パズズも悪霊の首魁という事で、逆に格下の悪霊から身を守る守護神とするケースもある。
中国などでは、日本と同様に「絶対悪」の存在が形成されて語られることは特に見られない。北欧神話のロキなども神話のなかでの挙動から悪神と称されるが、これは東洋でいうところの鬼神・荒ぶる神などに近い。

### 善悪二元論
善悪二元論の代表的な例としては、ゾロアスター教における考え方が挙げられる。最高の善である神アフラ・マズダーに対する絶対悪の悪神アンラ・マンユ（アーリマン）が存在しているというのが、その大枠である。アンラ・マンユの配下であるとされるダエーワも邪神であるとされる。ここで語られるような存在たちが、邪神という概念を語る上ではもっともわかりやすい存在である。
バビロニア神話のティアマトなども邪神としての立ち位置は上記のものに近い。またエジプト神話の太陽神ラーに敵対する悪の蛇アポフィスの存在なども、善と悪との対極を明示した考え方に基づいたものに近いが、「絶対悪」としての対立性が深く語られるかという点でみればアポフィスは弱い面がある。

### 一神教
ユダヤ教とそれを母体に成立したキリスト教、ユダヤ教とキリスト教を母体として成立したイスラム教はいずれも神をひとつだけの存在であるとする一神教であり、相手方を神であるとは設定することは決してないため、厳密な意味においての崇拝対象たる神に対を成す邪「神」・悪「神」は存在しない。ただし、サタン（イスラムではシャイターン・イブリース）といった神に敵対する者は存在する。邪神との大きな違いは、善神と対を成すほどの存在ではなく、元々は神によって創造された配下の天使が反旗を翻した（堕天使）という点にある。唯一絶対的存在である神に敵うことはなく、いずれは反逆の罪で罰せられ滅ぼされる宿命にある。ただし、キリスト教やイスラム教において神はサタンを天から追放したものの、滅びを与えるまでの猶予期間を与えており、その間は地上において人々を惑わし支配するなど自由に活動させている。特にキリスト教では地上を支配している彼をそのような限定的な意味で「この世の神」と邪神的存在のように表現することがある。

## 創作における邪神
ラヴクラフトらによって書かれた小説世界に展開されているクトゥルフ神話の神は、大半が邪神のような存在であり、ナイアーラトテップなどがあげられる。カテゴリはもっと細かいうえ、厳密に定義もされていない。